# Il'ja Bykovskij
Il'ja Valer'evič Bykovskij (in russo Илья Валерьевич Быковский?; Ljubercy, 16 febbraio 2001) è un calciatore russo, difensore del Leningradec.

## Carriera

### Club
Cresciuto nel settore giovanile dell'Ural, esordisce in prima squadra il 29 luglio 2022, in occasione dell'incontro di Prem'er-Liga perso per 1-3 contro il Krasnodar.

### Nazionale
Ha rappresentato le nazionali giovanili russe.

## Statistiche

### Presenze e reti nei club
Statistiche aggiornate al 28 agosto 2022.
| Stagione        | Squadra         | Campionato      | Campionato | Campionato | Coppe nazionali | Coppe nazionali | Coppe nazionali | Coppe continentali | Coppe continentali | Coppe continentali | Altre coppe | Altre coppe | Altre coppe | Totale | Totale |
| Stagione        | Squadra         | Comp            | Pres       | Reti       | Comp            | Pres            | Reti            | Comp               | Pres               | Reti               | Comp        | Pres        | Reti        | Pres   | Reti   |
| --------------- | --------------- | --------------- | ---------- | ---------- | --------------- | --------------- | --------------- | ------------------ | ------------------ | ------------------ | ----------- | ----------- | ----------- | ------ | ------ |
| 2020-2021       | Ural-2          | 2D              | 22         | 0          |                 | -               | -               |                    | -                  | -                  |             | -           | -           | 22     | 0      |
| 2021-2022       | Ural-2          | 2D              | 24         | 1          |                 | -               | -               |                    | -                  | -                  |             | -           | -           | 24     | 1      |
| Totale Ural-2   | Totale Ural-2   | Totale Ural-2   | 46         | 1          |                 | -               | -               |                    | -                  | -                  |             | -           | -           | 46     | 1      |
| 2022-2023       | Ural            | PL              | 4          | 0          | CR              | 0               | 0               |                    | -                  | -                  |             | -           | -           | 4      | 0      |
| Totale carriera | Totale carriera | Totale carriera | 50         | 1          |                 | 0               | 0               |                    | -                  | -                  |             | -           | -           | 50     | 1      |